# Aeroportul Chachapoyas
Aeroportul Chachapoyas (IATA: CHH, ICAO: SPPY) este un aeroport din Chachapoyas, Chachapoyas (provincie), Amazonas, Peru ce deservește zona Chachapoyas. Aeroportul a fost tranzitat în 2022 de 17.707 pasageri. A fost numit după zona deservită.
Situat la o altitudine de 2.540 m, aeroportul dispune de o singură pistă. Este operat de Aeropuertos del Perú⁠(d).